# Mur des Fusillés de la Chapelle-en-Vercors
Le mur des Fusillés de La Chapelle-en-Vercors est un site classé de la Drôme, dans la commune de La Chapelle-en-Vercors. Il s'agit d'un site ou furent fusillés seize otages par l'armée allemande, le 25 juillet 1944.

## Histoire
L'armée allemande décidant de prendre d'assaut les maquis situé dans le Massif du Vercors, elle entreprend deux actions, le 21 juillet 1944 : l'accès en planeurs à Vassieux-en-Vercors et l'assaut du site au sol, par le Col du Rousset. Alors que La Chapelle-en-Vercors est envahie par l'armée allemande, la population locale est regroupée sur la place principale. Le 25 juillet, seize jeunes hommes sont arrêtés et regroupés dans la cour de la ferme Albert. Ils seront exécutés le soir même, lors de l'incendie du village.
| Nom                  | Âge    |
| -------------------- | ------ |
| Jean Allouard        | 18 ans |
| Aimé Bouvet          | 17 ans |
| René Bayoud          | 19 ans |
| Pierre Benevène      | 36 ans |
| Georges Borel        | 37 ans |
| René Chabert         | 18 ans |
| Jules Fontanabona    | 23 ans |
| Nello Fontanabonna   | 20 ans |
| Paul Morin           | 19 ans |
| Robert Rochas        | 19 ans |
| Léopold Rolland      | 19 ans |
| Maurice Rolland      | 17 ans |
| Fernand Rome         | 37 ans |
| Roger Revol          | 28 ans |
| Philippe Saint-André | 35 ans |
| Stanislas Sitarz     | 38 ans |